# Дзёхэй
Дзёхэй илиСёхэй (яп. 承平 дзё:хэй, сё:хэй, принять мир) — девиз правления (нэнго) японского императора Судзаку, использовавшийся с 931 по 938 год .

## Продолжительность
Начало и конец эры:
- 26-й день 4-й луны 9-го года Энтё (по юлианскому календарю — 16 мая 931 года);
- 22-й день 5-й луны 8-го года Дзёхэй (по юлианскому календарю — 22 июня 938 года).

## Происхождение
Название нэнго было заимствовано из 24-го цзюаня классического древнекитайского сочинения Ханьшу:「今累世承平、豪富吏民、数鉅万」.

## События
- 931 год (1-й год Дзёхэй) — начало восстания самурайских лидеров Тайры-но Масакадо в регионе Канто и Фудзивары-но Сумитомо в регионе Внутреннего Японского моря — смута годов Дзёхэй и Тэнгё;
- 3 сентября 931 (19-й день 7-й луны 1-го года Дзёхэй) — дайдзё тэнно Уда (867—931) умер в возрасте 65 лет[6];
- 932 год (8-я луна 2-го года Дзёхэй) — удайдзин Фудзивара-но Садаката (873—932) умер в возрасте 65 лет[6];
- 933 год (8-я луна 3-го года Дзёхэй) — новым удайдзином становится дайнагон Фудзивара-но Накахира, брат сэссё Фудзивары Такахиры[6];
- 933 год (12-я луна 3-го года Дзёхэй) — десятеро высочайших сановников империи поехали в провинцию Овари на соколиную охоту[6];
- 28 января 935 года (4-й год Дзёхэй) — Ки-но Цураюки приступил к написанию прозаического «Дневника путешествия из Тоса»[7];
- 935 год (5-й год Дзёхэй) — сгорел зал компон тюдо на горе Хиэй[8];
- 7 сентября 936 года (19-й день 8-й луны 6-го года Дзёхэй) — Фудзивара-но Тадахира был удостоен звания дайдзё-дайдзина; в этот же период, Фудзивара-но Накахира стал садайдзином, а Фудзивара-но Цунэсукэ — удайдзином[6];
- 937 год (12-я луна 7-го года Дзёхэй) — дайдзё тэнно Ёдзэй отпраздновал своё 70-летие[6];

## Сравнительная таблица
Ниже представлена таблица соответствия японского традиционного и европейского летосчисления. В скобках к номеру года японской эры указано название соответствующего года из 60-летнего цикла китайской системы гань-чжи. Японские месяцы традиционно названы лунами.
| 1-й год Дзёхэй (Металлический Кролик) | 1-я луна*      | 2-я луна               | 3-я луна  | 4-я луна* | 5-я луна  | 5-я луна* (високосная) | 6-я луна* | 7-я луна   | 8-я луна*   | 9-я луна   | 10-я луна* | 11-я луна                | 12-я луна*    |
| ------------------------------------- | -------------- | ---------------------- | --------- | --------- | --------- | ---------------------- | --------- | ---------- | ----------- | ---------- | ---------- | ------------------------ | ------------- |
| Юлианский календарь                   | 22 января 931  | 20 февраля             | 22 марта  | 21 апреля | 20 мая    | 19 июня                | 18 июля   | 16 августа | 15 сентября | 14 октября | 13 ноября  | 12 декабря               | 11 января 932 |
| 2-й год Дзёхэй (Водяной Дракон)       | 1-я луна       | 2-я луна               | 3-я луна  | 4-я луна* | 5-я луна  | 6-я луна*              | 7-я луна* | 8-я луна   | 9-я луна*   | 10-я луна  | 11-я луна* | 12-я луна                |               |
| Юлианский календарь                   | 9 февраля 932  | 10 марта               | 9 апреля  | 9 мая     | 7 июня    | 7 июля                 | 5 августа | 3 сентября | 3 октября   | 1 ноября   | 1 декабря  | 30 декабря               |               |
| 3-й год Дзёхэй (Водяная Змея)         | 1-я луна*      | 2-я луна               | 3-я луна  | 4-я луна* | 5-я луна  | 6-я луна*              | 7-я луна  | 8-я луна*  | 9-я луна    | 10-я луна* | 11-я луна  | 12-я луна*               |               |
| Юлианский календарь                   | 29 января 933  | 27 февраля             | 29 марта  | 28 апреля | 27 мая    | 26 июня                | 25 июля   | 24 августа | 22 сентября | 22 октября | 20 ноября  | 20 декабря               |               |
| 4-й год Дзёхэй (Деревянная Лошадь)    | 1-я луна       | 1-я луна* (високосная) | 2-я луна  | 3-я луна* | 4-я луна  | 5-я луна               | 6-я луна* | 7-я луна   | 8-я луна*   | 9-я луна   | 10-я луна* | 11-я луна                | 12-я луна*    |
| Юлианский календарь                   | 18 января 934  | 17 февраля             | 18 марта  | 17 апреля | 16 мая    | 15 июня                | 15 июля   | 13 августа | 12 сентября | 11 октября | 10 ноября  | 9 декабря                | 8 января 935  |
| 5-й год Дзёхэй (Деревянная Коза)      | 1-я луна       | 2-я луна*              | 3-я луна  | 4-я луна* | 5-я луна  | 6-я луна*              | 7-я луна  | 8-я луна   | 9-я луна*   | 10-я луна  | 11-я луна* | 12-я луна                |               |
| Юлианский календарь                   | 6 февраля 935  | 8 марта                | 6 апреля  | 6 мая     | 4 июня    | 4 июля                 | 2 августа | 1 сентября | 1 октября   | 30 октября | 29 ноября  | 28 декабря               |               |
| 6-й год Дзёхэй (Огненная Обезьяна)    | 1-я луна*      | 2-я луна               | 3-я луна* | 4-я луна* | 5-я луна  | 6-я луна*              | 7-я луна  | 8-я луна   | 9-я луна*   | 10-я луна  | 11-я луна  | 11-я луна (високосная) * | 12-я луна*    |
| Юлианский календарь                   | 27 января 936  | 25 февраля             | 26 марта  | 24 апреля | 23 мая    | 22 июня                | 21 июля   | 20 августа | 19 сентября | 18 октября | 17 ноября  | 17 декабря               | 15 января 937 |
| 7-й год Дзёхэй (Огненный Петух)       | 1-я луна       | 2-я луна               | 3-я луна* | 4-я луна* | 5-я луна  | 6-я луна*              | 7-я луна  | 8-я луна*  | 9-я луна    | 10-я луна  | 11-я луна* | 12-я луна*               |               |
| Юлианский календарь                   | 13 февраля 937 | 15 марта               | 14 апреля | 13 мая    | 11 июня   | 11 июля                | 9 августа | 8 сентября | 7 октября   | 6 ноября   | 6 декабря  | 4 января 938             |               |
| 8-й год Дзёхэй (Земляная Собака)      | 1-я луна       | 2-я луна               | 3-я луна  | 4-я луна* | 5-я луна* | 6-я луна               | 7-я луна* | 8-я луна   | 9-я луна*   | 10-я луна  | 11-я луна  | 12-я луна*               |               |
| Юлианский календарь                   | 2 февраля 938  | 4 марта                | 3 апреля  | 3 мая     | 1 июня    | 30 июня                | 30 июля   | 28 августа | 27 сентября | 26 октября | 25 ноября  | 25 декабря               |               |

* звёздочкой отмечены короткие месяцы (луны) продолжительностью 29 дней. Остальные месяцы длятся 30 дней.